# Ганжа, Пётр Андреевич
Пётр Андре́евич Ганжа́ (29 ноября (11 декабря) 1881 — 27 сентября 1937) — русский офицер, штабс-капитан (1910), участник Русско-японской и Первой мировой войн, Георгиевский кавалер. В 1918—1919 годах — военный деятель Украинской державы и Украинской народной республики, репрессированный в СССР.

## Биография
Уроженец Черниговской губернии, сын чиновника. Православного вероисповедания. Его отец, Андрей Евфимович Ганжа, на период 1894–1897 годов — надворный советник, служивший в Чернигове, в губернской Казённой палате Министерства финансов делопроизводителем губернского распорядительного комитета.

### Служба в Русской императорской армии
Окончив 6 классов Черниговской классической гимназии, в марте 1899 года Пётр Ганжа вступил в военную службу в расквартированный в Чернигове 167-й пехотный Острожский полк вольноопределяющимся 2-го разряда и в августе следующего года был командирован на учёбу в Чугуевское пехотное юнкерское училище, по окончании которого (по 2-му разряду) в июне 1902 года в звании подпрапорщика возвратился в свой полк. В марте 1903 года был произведен в офицерский чин подпоручика.
Участник Русско-японской войны. В апреле 1905 года был командирован в Харбин, в Маньчжурскую армию; поступил на укомплектование 243-го пехотного Златоустовского полка 61-й пехотной дивизии, в составе которого принимал участие в боевых действиях. За боевые отличия был награждён орденом Святой Анны 4-й степени (Аннинским оружием) с надписью «За храбрость».
В феврале 1906 года переведен обратно в 167-й пехотный Острожский полк. В октябре того же года произведен в поручики, в октябре 1910 года — в штабс-капитаны.
В конце октября 1910 года переведен в 176-й пехотный Переволоченский полк (Чернигов). На январь 1914 года штабс-капитан Ганжа состоял младшим офицером в 16-й роте полка. Был женат на уроженке Черниговской губернии православного вероисповедания, имел сына 5 лет.
С июля 1914 года Пётр Ганжа — участник Первой мировой войны в составе своего полка. В боях командовал ротой, был награждён четырьмя боевыми орденами и Георгиевским оружием. 26.04.1915, будучи контуженым и оставленным на поле сражения, попал в плен к австрийцам.
В плену находился в Австрии, в лагере для военнопленных офицеров «Йозефштадт». В 1916 году — член лагерного «украинского кружка», затем его руководитель. После украинизации лагеря в июле 1917 — один из руководителей «Общины пленных офицеров-украинцев лагеря Йозефштадт».
Последний чин в дореволюционной русской армии — штабс-капитан.

### Служба в украинской армии
После Октябрьской революции в Петрограде и подписания затем большевиками сепаратного Брестского мира, с 14.02.1918 Пётр Ганжа — командир 1-го казацкого стрелкового (Серожупанного) куреня (впоследствии — полка), сформированного австрийцами из военнопленных-украинцев и находившегося на Волыни.
Затем служил в армии Украинской державы. С середины августа 1918 года — помощник командира 1-го Серожупанного полка.
После захвата власти на Украине Директорией УНР, с 27.02.1919 — командир 1-й бригады 1-й Серожупанной дивизии действующей армии УНР, одновременно с 12.03.1919 — командир 1-го Серожупанного полка.
В мае 1919 года в Луцке спас от пленения поляками остатки 1-го и 2-го Серожупанных полков, которые в конце мая того же года были сведены в 1-й сводный Серожупанный полк (впоследствии — 10-й Серожупанный полк 4-й Холмской дивизии) действующей армии УНР. Командовал этим полком.
С 26.07.1919 — помощник государственного инспектора штаба действующей армии УНР.
В начале ноября 1919 года был назначен командиром рекрутской дивизии действующей армии УНР, которую планировалось создать из рекрутских полков.
В начале декабря 1919 года оставил потерпевшую поражение и самораспустившуюся армию УНР и вернулся в Чернигов к семье. Здесь он якобы создал и возглавил подпольный Национальный повстанческий совет. Летом 1920 года, во время облавы ЧК, был арестован; в 1922 или 1923 году освобожден по амнистии, объявленной советским правительством врагам советской власти, не совершившим тяжких преступлений.

### После Гражданской войны
Проживал в Чернигове. В июне 1927 года был повторно арестован, осуждён и выслан на 3 года на Урал как социально-опасный элемент. С 29 января 1930 года ему было запрещено проживание на Украине и в центральных районах СССР, с прикреплением к месту пребывания на 3 года. Также в 1931 году фигурировал в деле Украинского национального центра.
После отбывания наказания проживал в Омске, работал кладовщиком подсобного хозяйства Облздрава. 29 июля 1937 года был снова арестован, 16 сентября того же года приговорен Судебной Тройкой НКВД к расстрелу и 17 сентября 1937 года расстрелян. Похоронен в Омске.
Реабилитирован 10 июня 1989 года.

## Награды
- Медаль «В память русско-японской войны» (1906)
- Орден Святой Анны 4-й степени с надписью «За храбрость» (1905; утв. ВП 04.02.1907)
- Орден Святого Станислава 3-й степени (ВП 10.05.1912)
- Медаль «В память 300-летия царствования Дома Романовых» (1913)
- Орден Святого Станислава 2-й степени с мечами (ВП 15.01.1915)
- Орден Святого Владимира 4-й степени с мечами и бантом (ВП 18.04.1915)
- Георгиевское оружие (утв. ВП 20.11.1915), — …за то, что в бою 26 августа 1914 года у Равы-Русской, находясь с ротой в передовой линии, под сильным артиллерийским и ружейным огнем, несмотря на трудные условия местности, личным примером увлекая роту, выбил штыковым ударом противника из ряда окопов, обратив его в бегство, после чего занял западную опушку села Пуни, чем и дал возможность занять и укрепиться на позиции другим ротам.[10]
- Орден Святой Анны 3-й степени с мечами и бантом (утв. ВП 14.03.1916)
- Орден Святой Анны 2-й степени с мечами (утв. ВП 19.11.1916)